# Песочня (приток Упы)
Песочня — река в России, протекает по Ленинскому району Тульской области. Левый приток Упы.

## География
Река Песочня берёт начало у деревни Полянское. Течёт на север. В селе Алёшня на реке образован пруд. Устье реки находится в 176 км от устья Упы. Длина реки составляет 21 км, площадь водосборного бассейна — 76,1 км².

## Данные водного реестра
По данным государственного водного реестра России относится к Окскому бассейновому округу, водохозяйственный участок реки — Упа от истока и до устья, речной подбассейн реки — Бассейны притоков Оки до впадения Мокши. Речной бассейн реки — Ока.
Код объекта в государственном водном реестре — 09010100312110000019205.